# Kręgi Nowe
Kręgi Nowe is een plaats in het Poolse district  Wyszkowski, woiwodschap Mazovië. De plaats maakt deel uit van de gemeente Wyszków en telt 190 inwoners.